# مالکوم گیبون
مالکوم گیبون (انگلیسی: Malcolm Gibbon؛ زادهٔ ۲۴ اکتبر ۱۹۵۰) بازیکن فوتبال اهل بریتانیا است.
از باشگاه‌هایی که در آن بازی کرده‌است می‌توان به باشگاه فوتبال ایستوود، باشگاه فوتبال کونگلتون تاون، باشگاه فوتبال پورت ویل، و باشگاه فوتبال استون ویلا اشاره کرد.